# Ceraspis vittata
Ceraspis vittata är en skalbaggsart som beskrevs av Moser 1919. Ceraspis vittata ingår i släktet Ceraspis och familjen Melolonthidae. Inga underarter finns listade i Catalogue of Life.